# راس اسپنسر
راس اسپنسر (به انگلیسی: Russ Spencer) (زاده ۱ مارس ۱۹۷۹) خواننده انگلیسی است.
او عضو گروه اسکوچ است.